# Torneo del Interior B 2014
El Torneo del Interior B de 2014, fue la décima edición del segundo nivel del Torneo del Interior, competencia organizada por la Unión Argentina de Rugby que reúne a los mejores clubes de todas las uniones provinciales de la Argentina, excluyendo a la Unión de Rugby de Buenos Aires. Se llevó a cabo entre el 22 de marzo y el 3 de mayo de 2014.
Debido a una serie de cambios importantes en la organización del Nacional de Clubes y Torneo del Interior A durante esta temporada, el Torneo del Interior B también sufrió cambios en su estructura. Con los tres torneos pasando a disputarse en simultáneo en la primera mitad del año y estableciendo una relación directa entre los tres a través de un sistema de intercambio de plazas, el Torneo del Interior B pasaría a ser del segundo nivel del Interior al tercer nivel en los torneos nacionales. Además, con los mejores equipos clasificando directamente al Torneo Nacional, esto abrió paso a más equipos de los torneos regionales al Torneo del Interior.
Sporting de Mar del Plata se consagró campeón al derrotar a Jockey Club de Salta por 26 a 20 en la final, consiguiendo así su primer título en el torneo y el primer título oficial a nivel nacional para un club de la Unión de Rugby de Mar del Plata y el primero para un club del Torneo Regional Pampeano.

## Equipos participantes
Durante esta temporada participaron del torneo dieciséis equipos. Clasificaron dos clubes por cada uno de los siete torneos regionales: Centro, Litoral, NEA, NOA, Oeste, Pampeano y Patagónico. Debido al nuevo formato y fecha de disputa del torneo, los equipos volvieron a clasificar de acuerdo a su desempeño en los torneos regionales de 2013, al igual que habían hecho para el Torneo del Interior B 2013. En esta ocasión, clasificaron los mejores equipos de cada torneo regional que no hubiesen ya clasificado al Torneo Nacional de Clubes 2014 o el Torneo del Interior A 2014. El Torneo Regional del Litoral y el Torneo Regional Patagónico recibieron un tercer cupo por lo establecido en el reglamento de la temporada anterior.
| Club                       | Vía de clasificación                                                  |
| -------------------------- | --------------------------------------------------------------------- |
| Santa Fe Rugby Club        | 5.º puesto en el Torneo Regional del Litoral 2013.                    |
| Estudiantes de Paraná      | 7.º puesto en el Torneo Regional del Litoral 2013.                    |
| Logaritmo Rugby            | 8.º puesto en el Torneo Regional del Litoral 2013.                    |
| Marabunta                  | Subcampeón del Torneo Regional Patagónico 2013.                       |
| Bigornia Club              | 3.º puesto en el Torneo Regional Patagónico 2013.                     |
| Calafate Rugby Club        | 4.º puesto en el Torneo Regional Patagónico 2013.                     |
| San Martín de Villa María  | 7.º puesto en el Torneo Regional Centro 2013.                         |
| Jockey Club de Villa María | 8.º puesto en el Torneo Regional Centro 2013.                         |
| Regatas Resistencia        | Subcampeón del Torneo Regional del Nordeste 2013.                     |
| San Patricio               | 3.º puesto en el Torneo Regional del Nordeste 2013.                   |
| Jockey Club de Salta       | 3.º puesto en la Copa de Plata del Torneo Regional del Noroeste 2013. |
| Tucumán Lawn Tennis Club   | 4.º puesto en la Copa de Plata del Torneo Regional del Noroeste 2013. |
| Mendoza RC                 | Semifinalista del Torneo Regional del Oeste 2013.                     |
| Banco Rugby Club           | Eliminado en playoffs del Torneo Regional del Oeste 2013.             |
| IPR Sporting Club          | 2.º puesto en el Torneo Regional Pampeano 2013.                       |
| Sociedad Sportiva          | 3.º puesto en el Torneo Regional Pampeano 2013.                       |

Originalmente, Patoruzú Rugby Club de Trelew debía participar del torneo como uno de los mejores clasificados en el Torneo Regional Patagónico 2013, pero debido a la mala inclusión de un jugador en uno de sus partidos, sufrió la quita de puntos y la perdida de su lugar en el torneo, permitiendo la clasificación de Calafate Rugby Club.

### Distribución geográfica de los equipos
| Jurisdicción              | Cant. | Equipos                      |
| ------------------------- | ----- | ---------------------------- |
| Provincia de Buenos Aires | 2     | Sporting, Sportiva           |
| Provincia de Córdoba      | 2     | San Martín (VM), Jockey (VM) |
| Provincia de Mendoza      | 2     | Banco, Mendoza               |
| Provincia de Santa Fe     | 2     | Santa Fe, Logaritmo          |
| Provincia del Chubut      | 2     | Bigornia, Calafate           |
| Provincia de Corrientes   | 1     | San Patricio                 |
| Provincia de Entre Ríos   | 1     | CAE                          |
| Provincia de Río Negro    | 1     | Marabunta                    |
| Provincia de Salta        | 1     | Jockey (S)                   |
| Provincia de Tucumán      | 1     | Lawn Tennis                  |
| Provincia del Chaco       | 1     | Regatas                      |

## Primera fase

### Grupo 1
| Pos. | Equipo            | Encuentros | Encuentros | Encuentros | Encuentros | Tantos | Tantos | Tantos | PB | PB | Puntos |
| Pos. | Equipo            | PJ         | PG         | PE         | PP         | F      | C      | Dif    | BO | BD | Puntos |
| ---- | ----------------- | ---------- | ---------- | ---------- | ---------- | ------ | ------ | ------ | -- | -- | ------ |
| 1.º  | IPR Sporting Club | 3          | 3          | 0          | 0          | 157    | 44     | +113   | 2  |    | 14     |
| 2.º  | Marabunta         | 3          | 2          | 0          | 1          | 100    | 56     | +44    | 1  |    | 9      |
| 3.º  | Sociedad Sportiva | 3          | 1          | 0          | 2          | 141    | 67     | +74    | 1  | 1  | 6      |
| 4.º  | Calafate RC       | 3          | 0          | 0          | 0          | 3      | 234    | - 231  |    |    | 0      |

|  | Clasificado a la fase final. |

Primera fecha
| 22 de marzo | IPR Sporting Club | 37 - 23 | Sociedad Sportiva |                                          |                                          |
|             |                   | Reporte |                   | Árbitro(s): Joaquín Otaño (Buenos Aires) | Árbitro(s): Joaquín Otaño (Buenos Aires) |

| 22 de marzo | Marabunta | 52 - 0  | Calafate RC |                                      |                                      |
|             |           | Reporte |             | Árbitro(s): Ezequiel Orcajada (Cuyo) | Árbitro(s): Ezequiel Orcajada (Cuyo) |

Segunda fecha
| 29 de marzo | Calafate RC | 3 - 92  | IPR Sporting Club |                                |                                |
|             |             | Reporte |                   | Árbitro(s): Diego Samuel (Sur) | Árbitro(s): Diego Samuel (Sur) |

| 29 de marzo | Marabunta | 30 - 28 | Sociedad Sportiva |                                          |                                          |
|             |           | Reporte |                   | Árbitro(s): Sebastián Cárdenas (Austral) | Árbitro(s): Sebastián Cárdenas (Austral) |

Tercera fecha
| 5 de abril | IPR Sporting Club | 28 - 18 | Marabunta |  |  |
|            |                   | Reporte |           |  |  |

| 5 de abril | Sociedad Sportiva | 90 - 0  | Calafate RC |  |  |
|            |                   | Reporte |             |  |  |

### Grupo 2
| Pos. | Equipo                | Encuentros | Encuentros | Encuentros | Encuentros | Tantos | Tantos | Tantos | PB | PB | Puntos |
| Pos. | Equipo                | PJ         | PG         | PE         | PP         | F      | C      | Dif    | BO | BD | Puntos |
| ---- | --------------------- | ---------- | ---------- | ---------- | ---------- | ------ | ------ | ------ | -- | -- | ------ |
| 1.º  | Tucumán Lawn Tennis   | 3          | 3          | 0          | 0          | 96     | 38     | +58    | 1  |    | 13     |
| 2.º  | Jockey Club (S)       | 3          | 2          | 0          | 1          | 80     | 66     | +14    | 0  | 1  | 9      |
| 3.º  | Jockey Club (VM)      | 3          | 1          | 0          | 2          | 55     | 58     | -3     | 1  | 1  | 6      |
| 4.º  | Estudiantes de Paraná | 3          | 0          | 0          | 3          | 47     | 116    | -69    |    |    | 0      |

|  | Clasificado a la fase final. |

Primera fecha
| 22 de marzo | Jockey Club (S) | 25 - 28 | Tucumán Lawn Tennis |                                      |                                      |
|             |                 | Reporte |                     | Árbitro(s): Diego Colussi (Nordeste) | Árbitro(s): Diego Colussi (Nordeste) |

| 22 de marzo | Jockey Club (VM) | 32 - 19 | Estudiantes de Paraná |                                              |                                              |
|             |                  | Reporte |                       | Árbitro(s): Juan Pablo Spirandelli (Rosario) | Árbitro(s): Juan Pablo Spirandelli (Rosario) |

Segunda fecha
| 29 de marzo | Jockey Club (VM) | 3 - 17  | Tucumán Lawn Tennis |                                        |                                        |
|             |                  | Reporte |                     | Árbitro(s): Ramiro García Gamero (Sur) | Árbitro(s): Ramiro García Gamero (Sur) |

| 29 de marzo | Estudiantes de Paraná | 18 - 33 | Jockey Club (S) |                                           |                                           |
|             |                       | Reporte |                 | Árbitro(s): Mauricio Escalante (Misiones) | Árbitro(s): Mauricio Escalante (Misiones) |

Tercera fecha
| 5 de abril | Jockey Club (S) | 22 - 20 | Jockey Club (VM) |                                      |                                      |
|            |                 | Reporte |                  | Árbitro(s): Matías Pascual (Tucumán) | Árbitro(s): Matías Pascual (Tucumán) |

| 5 de abril | Tucumán Lawn Tennis | 51 - 10 | Estudiantes de Paraná | La Caldera del Parque, San Miguel de Tucumán |  |
|            |                     | Reporte |                       |                                              |  |

### Grupo 3
| Pos. | Equipo          | Encuentros | Encuentros | Encuentros | Encuentros | Tantos | Tantos | Tantos | PB | PB | Puntos |
| Pos. | Equipo          | PJ         | PG         | PE         | PP         | F      | C      | Dif    | BO | BD | Puntos |
| ---- | --------------- | ---------- | ---------- | ---------- | ---------- | ------ | ------ | ------ | -- | -- | ------ |
| 1.º  | Mendoza RC      | 3          | 3          | 0          | 0          | 116    | 23     | +93    | 2  |    | 14     |
| 2.º  | San Martín (VM) | 3          | 2          | 0          | 1          | 72     | 82     | -10    | 2  |    | 10     |
| 3.º  | Banco RC        | 3          | 1          | 0          | 2          | 83     | 59     | +24    | 1  |    | 5      |
| 4.º  | Bigornia        | 3          | 0          | 0          | 3          | 20     | 127    | -107   |    |    | 0      |

|  | Clasificado a la fase final. |

Primera fecha
| 22 de marzo | Mendoza RC | 18 - 12 | Banco RC |                                      |                                      |
|             |            | Reporte |          | Árbitro(s): Felipe Balbontín (Chile) | Árbitro(s): Felipe Balbontín (Chile) |

| 22 de marzo | San Martín (VM) | 33 - 7  | Bigornia |                                        |                                        |
|             |                 | Reporte |          | Árbitro(s): Lucas Galán (Buenos Aires) | Árbitro(s): Lucas Galán (Buenos Aires) |

Segunda fecha
| 29 de marzo | San Martín (VM) | 31 - 16 | Banco RC |                                          |                                          |
|             |                 | Reporte |          | Árbitro(s): Joaquín Otaño (Buenos Aires) | Árbitro(s): Joaquín Otaño (Buenos Aires) |

| 29 de marzo | Bigornia | 3 - 39  | Mendoza RC |                                              |                                              |
|             |          | Reporte |            | Árbitro(s): Nicolás Berroeta (Mar del Plata) | Árbitro(s): Nicolás Berroeta (Mar del Plata) |

Tercera fecha
| 5 de abril | Mendoza RC | 59 - 8  | San Martín (VM) |                                       |                                       |
|            |            | Reporte |                 | Árbitro(s): Víctor Riera (Alto Valle) | Árbitro(s): Víctor Riera (Alto Valle) |

| 5 de abril | Banco RC | 55 - 10 | Bigornia |                                      |                                      |
|            |          | Reporte |          | Árbitro(s): Gustavo Pérez (San Juan) | Árbitro(s): Gustavo Pérez (San Juan) |

### Grupo 4
| Pos. | Equipo              | Encuentros | Encuentros | Encuentros | Encuentros | Tantos | Tantos | Tantos | PB | PB | Puntos |
| Pos. | Equipo              | PJ         | PG         | PE         | PP         | F      | C      | Dif    | BO | BD | Puntos |
| ---- | ------------------- | ---------- | ---------- | ---------- | ---------- | ------ | ------ | ------ | -- | -- | ------ |
| 1.º  | Regatas Resistencia | 3          | 3          | 0          | 0          | 92     | 33     | +59    | 1  |    | 13     |
| 2.º  | Santa Fe RC         | 3          | 2          | 0          | 1          | 61     | 50     | +11    |    |    | 8      |
| 3.º  | Logaritmo           | 3          | 1          | 0          | 2          | 80     | 67     | +13    | 1  |    | 5      |
| 4.º  | San Patricio        | 3          | 0          | 0          | 3          | 37     | 120    | -83    |    |    | 0      |

|  | Clasificado a la fase final. |

Primera fecha
| 22 de marzo | Santa Fe RC | 29 - 20 | Logaritmo |                                         |                                         |
|             |             | Reporte |           | Árbitro(s): Diego Lentin (Buenos Aires) | Árbitro(s): Diego Lentin (Buenos Aires) |

| 22 de marzo | Regatas Resistencia | 50 - 11 | San Patricio |                                           |                                           |
|             |                     | Reporte |              | Árbitro(s): Mauricio Escalante (Misiones) | Árbitro(s): Mauricio Escalante (Misiones) |

Segunda fecha
| 29 de marzo | San Patricio | 5 - 16  | Santa Fe RC |                                        |                                        |
|             |              | Reporte |             | Árbitro(s): Lucas Galán (Buenos Aires) | Árbitro(s): Lucas Galán (Buenos Aires) |

| 29 de marzo | Regatas Resistencia | 17 - 6  | Logaritmo |                                      |                                      |
|             |                     | Reporte |           | Árbitro(s): Matías Pascual (Tucumán) | Árbitro(s): Matías Pascual (Tucumán) |

Tercera fecha
| 5 de abril | Santa Fe RC | 16 - 25 | Regatas Resistencia |                                            |                                            |
|            |             | Reporte |                     | Árbitro(s): Federico Cuesta (Buenos Aires) | Árbitro(s): Federico Cuesta (Buenos Aires) |

| 5 de abril | Logaritmo | 54 - 21 | San Patricio |  |  |
|            |           | Reporte |              |  |  |

## Fase final

### Cuadro de desarrollo
|  | Cuartos de final    | Cuartos de final |                     |                 | Semifinales | Semifinales |  |                 | Final     | Final     |  |
|  | 12 de abril         | 12 de abril      |                     |                 | 26 de abril | 26 de abril |  |                 | 3 de mayo | 3 de mayo |  |
|  |                     |                  |                     |                 |             |             |  |                 |           |           |  |
|  |                     |                  |                     |                 |             |             |  |                 |           |           |  |
|  | Mendoza RC          | 40               |                     |                 |             |             |  |                 |           |           |  |
|  | Mendoza RC          | 40               |                     |                 |             |             |  |                 |           |           |  |
|  | Jockey Club (S)     | 46               |                     |                 |             |             |  |                 |           |           |  |
|  | Jockey Club (S)     | 46               |                     | Jockey Club (S) | 37          |             |  |                 |           |           |  |
|  |                     |                  |                     | Jockey Club (S) | 37          |             |  |                 |           |           |  |
|  |                     |                  | Marabunta           | 28              |             |             |  |                 |           |           |  |
|  | Regatas Resistencia | 25               | Marabunta           | 28              |             |             |  |                 |           |           |  |
|  | Regatas Resistencia | 25               |                     |                 |             |             |  |                 |           |           |  |
|  | Marabunta           | 28               |                     |                 |             |             |  |                 |           |           |  |
|  | Marabunta           | 28               |                     |                 |             |             |  | Jockey Club (S) | 20        |           |  |
|  |                     |                  |                     |                 |             |             |  | Jockey Club (S) | 20        |           |  |
|  |                     |                  | IPR Sporting        | 26              |             |             |  |                 |           |           |  |
|  | IPR Sporting (t.e.) | 19               | IPR Sporting        | 26              |             |             |  |                 |           |           |  |
|  | IPR Sporting (t.e.) | 19               |                     |                 |             |             |  |                 |           |           |  |
|  | Santa Fe RC         | 12               |                     |                 |             |             |  |                 |           |           |  |
|  | Santa Fe RC         | 12               |                     | IPR Sporting    | 30          |             |  |                 |           |           |  |
|  |                     |                  |                     | IPR Sporting    | 30          |             |  |                 |           |           |  |
|  |                     |                  | Tucumán Lawn Tennis | 28              |             |             |  |                 |           |           |  |
|  | Tucumán Lawn Tennis | 34               | Tucumán Lawn Tennis | 28              |             |             |  |                 |           |           |  |
|  | Tucumán Lawn Tennis | 34               |                     |                 |             |             |  |                 |           |           |  |
|  | San Martín (VM)     | 12               |                     |                 |             |             |  |                 |           |           |  |
|  | San Martín (VM)     | 12               |                     |                 |             |             |  |                 |           |           |  |
|  |                     |                  |                     |                 |             |             |  |                 |           |           |  |

El equipo ubicado en la primera línea (arriba) ejerció la localía.
Cuartos de final
| 12 de abril | Mendoza RC | 40 - 46 | Jockey Club (S) |  |  |
|             |            | Reporte |                 |  |  |

| 12 de abril | Regatas Resistencia | 25 - 28 | Marabunta |  |  |
|             |                     | Reporte |           |  |  |

| 12 de abril | IPR Sporting | 19 - 12 (t.e.) | Santa Fe RC |                                          |                                          |
|             |              | Reporte        |             | Árbitro(s): Fernando Rodríguez (Córdoba) | Árbitro(s): Fernando Rodríguez (Córdoba) |

| 12 de abril | Tucumán Lawn Tennis | 34 - 12 | San Martín (VM) |  |  |
|             |                     | Reporte |                 |  |  |

Semifinales
| 26 de abril | Jockey Club (S) | 37 - 28 | Marabunta |                                          |                                          |
|             |                 | Reporte |           | Árbitro(s): Fernando Martorell (Tucumán) | Árbitro(s): Fernando Martorell (Tucumán) |

| 26 de abril | IPR Sporting | 30 - 28 | Tucumán Lawn Tennis |                                          |                                          |
|             |              | Reporte |                     | Árbitro(s): Andrés Sutton (Buenos Aires) | Árbitro(s): Andrés Sutton (Buenos Aires) |

Final
| 3 de mayo | Jockey Club (S) | 20 - 26 | IPR Sporting |                                    |                                    |
|           |                 | Reporte |              | Árbitro(s): Mauro Rivera (Rosario) | Árbitro(s): Mauro Rivera (Rosario) |

| Bandera de la Provincia de Buenos Aires |
| IPR Sporting Campeón                    |
| Primer título                           |